# Daimí Ramírez
Daimí Ramírez Echevarría (L'Avana, 8 ottobre 1983) è una pallavolista cubana.
Gioca nel ruolo di schiacciatrice e opposto nello Halkbank.

## Carriera
Daimí Ramírez inizia a giocare a pallavolo nella squadra cubana del Camagüey e poi del Ciudad Habana, dove milita tutt'oggi, non facendo mai alcuna esperienza all'estero. All'inizio del nuovo millennio entra a far parte della nazionale cubana, che per il modulo di gioco che adotta, gioca sia da palleggiatrice quando si trova in seconda linea, sia da opposto quando è in prima linea. Con la squadra nazionale vince la medaglia di bronzo alle Olimpiadi di Atene e la medaglia d'oro al campionato nordamericano 2007.
Nel 2008 vince l'argento al World Grand Prix, dove viene premiata anche come miglior attaccante e lo stesso anno partecipa alle Olimpiadi di Pechino, arrivando al quarto posto: proprio ai giochi olimpici è protagonista di una lite in campo con una sua compagna di squadra. In seguito esce dal giro della nazionale, osservando dal 2008 al 2010 due stagioni di inattività per poter lasciare regolarmente Cuba e giocare all'estero. Nella stagione 2010-11 gioca nella Superliga brasiliana col Praia Clube, passando poi nella stagione successiva al Minas.
Nella stagione 2012-13 viene ingaggiata dal Campinas: dopo aver concluso il campionato brasiliano, passa, per terminare la stagione, alla squadra azera dell'İqtisadçı. Nella stagione successiva gioca nella Volleyball League A cinese col Fujian; terminati gli impegni col club cinese, firma per il finale di stagione con la formazione dello Halkbank, impegnata nella Voleybol 1. Ligi turca, senza riuscire a centrare la salvezza.
Nel campionato 2014-15 torna a giocare in Brasile col Praia Clube, dove resta per un triennio e vince due edizioni del Campionato Mineiro. Nella stagione 2017-18 fa ritorno allo Halkbank, in Sultanlar Ligi.

## Palmarès

### Club
- Campionato Mineiro: 2

2014, 2015

### Nazionale (competizioni minori)
- Giochi centramericani e caraibici 2006
- XV Giochi panamericani 2007
- Coppa panamericana 2007
- Montreux Volley Masters 2008

### Premi individuali
- 2008 - Montreux Volley Masters: Miglior attaccante
- 2008 - World Grand Prix: Miglior attaccante